# ラブサマ!!!
ラブサマ!!!は、SUPER☆GiRLSの14枚目のシングル。2016年8月31日にiDOL Streetから発売された。

## 概要
ジャケットA（CD+「ラブサマ!!!」のミュージック・ビデオとメイキング収録Blu-ray Disc）、ジャケットB（CDのみ）、イベント会場/mu-moショップ限定盤（CDのみ×15形態）の3種17形態で発売。
前作「イッチャって♪ ヤッチャって♪」から約1年ぶりのシングルで、第3期メンバーの木戸口桜子・石橋蛍・尾澤ルナ・阿部夢梨・長尾しおり加入後14名体制でスタートした"SUPER☆GiRLS 第3章"最初のシングルである。また、"SUPER☆GiRLS 第3章"から@JAM総合プロデューサーである橋元恵一をクリエイティブプロデューサーに迎えており、今作より携わっている。
ミュージック・ビデオは、神奈川県三浦市にある「シーボニアマリーナ」で撮影された。

## 収録曲
1. ラブサマ!!! [4:41] 
作詞・作曲：多田慎也、編曲：板垣祐介
2016年6月25日に開催された『iDOL Street Carnival 2016 6th Anniversary 〜RE:Я｜LOAD〜』で初披露された[3]。
2. 恋は初心者マーク [3:55] 
作詞：鈴木まなか、作曲：鈴木まなか・小谷明、編曲：小谷明
ボーカルは新メンバーの木戸口・石橋・尾澤・阿部・長尾の5名で[4]、ハモリは溝手るかが担当[2]。
ジャケットA、ジャケットBのみ収録。
3. ラブサマ!!! （Instrumental） 
イベント会場/mu-moショップ限定盤のみ収録。

## 音楽配信

### 先行配信
本作ではサービスごとに楽曲単位で先行配信を行った。この方式はCheeky Paradeが「Cheeky Parade II」を発売したときの方式を踏襲している。
| 配信日        | 曲名             | 配信サービス | 備考                                                                             |
| ------------- | ---------------- | ------------ | -------------------------------------------------------------------------------- |
| 2016年8月24日 | ラブサマ!!!      | LINE MUSIC   |                                                                                  |
| 2016年8月24日 | 恋は初心者マーク | AWA          |                                                                                  |
| 2016年8月24日 | ※                | Apple Music  | Apple Music内のSNS機能「Connect」に、新たにSUPER☆GiRLSのアカウントが開設された。 |

### 本配信
どのサービスもCDシングル盤の2曲が配信されている。

## イベント
| 日程          | 公演名                                                        | 会場                          | 備考 |
| ------------- | ------------------------------------------------------------- | ----------------------------- | --- |
| 2016年7月16日 | リリース記念予約イベント                                      | アーバンドック ららぽーと豊洲 | 各日2部公演。ミニライブ・グループ別握手会。7月16日・17日は浅川が、31日は木戸口・石橋・阿部・尾澤・長尾が、それぞれ不参加。 |
| 7月17日       | リリース記念予約イベント                                      | ららぽーと横浜                | 各日2部公演。ミニライブ・グループ別握手会。7月16日・17日は浅川が、31日は木戸口・石橋・阿部・尾澤・長尾が、それぞれ不参加。 |
| 7月31日       | リリース記念予約イベント                                      | イオンモール土浦              | 各日2部公演。ミニライブ・グループ別握手会。7月16日・17日は浅川が、31日は木戸口・石橋・阿部・尾澤・長尾が、それぞれ不参加。 |
| 8月13日       | リリース記念予約イベント                                      | ラゾーナ川崎プラザ            | 各日2部公演。ミニライブ・グループ別握手会。7月16日・17日は浅川が、31日は木戸口・石橋・阿部・尾澤・長尾が、それぞれ不参加。 |
| 8月14日       | 発売記念 個別握手会・新メンバーグループ撮影会                 | サンライズビル                | 個別握手会12部制・新メンバーグループ撮影会1部制。mu-moショップで販売された参加券付き商品購入者対象。                       |
| 8月31日       | 発売記念 リリースイベント                                     | アーバンドック ららぽーと豊洲 | 各日2部公演。ミニライブ・グループ別握手会。8月31日の1部は浅川が不参加。                                                    |
| 9月3日        | 発売記念 リリースイベント                                     | もりのみやキューズモールBASE  | 各日2部公演。ミニライブ・グループ別握手会。8月31日の1部は浅川が不参加。                                                    |
| 9月4日        | 発売記念 リリースイベント                                     | ダイバーシティ東京プラザ      | 各日2部公演。ミニライブ・グループ別握手会。8月31日の1部は浅川が不参加。                                                    |
| 9月17日       | 発売記念 個別撮影会・グループ撮影会・個別サイン会             | サンライズビル                | 個別撮影会8部制・グループ撮影会3部制・個別サイン会1部制。mu-moショップで販売された参加券付き商品購入者対象。               |
| 10月23日      | 発売記念 個別握手会・新メンバーグループ撮影会・個別ゲーム対決 | サンライズビル                | 個別握手会12部制・新メンバーグループ撮影会1部制・個別ゲーム対決3部制。mu-moショップで販売された参加券付き商品購入者対象。  |

※他、各イベントにおいてCD予約購入者対象の握手会も開催された。また、3期メンバーによるCDショップ訪店イベント『SUPER☆GiRLS 新メンバー夏の強化合宿 〜初陣〜』（ミニライブ・握手会・2ショット撮影会）も開催された。